# Oligostigmoides cryptalis
Oligostigmoides cryptalis là một loài bướm đêm trong họ Crambidae.